# Kpengla
Kpengla war der siebte König von Dahomey. Er folgte auf Tegbesu und herrschte von 1774 bis 1789.
Während Kpenglas Herrschaft wuchs das Königreich: Er tötete Agbamou, den Führer der Popo, und erweiterte so sein Reich auf das Gebiet des heutigen Togo. Er zerstörte die Städte Ekpe und Badagry (heute in Nigeria), die Dahomeys Monopol im Sklavenhandel störten. Sein Hauptsymbol war der Akpan-Vogel, ein Gewehr (Feuersteinschlösser wurden während seiner Regierungszeit zum Standard bei der Armee), und eine Amazone.
| Vorgänger | Amt                         | Nachfolger |
| --------- | --------------------------- | ---------- |
| Tegbesu   | König von Dahomey 1774–1789 | Agonglo    |

| Personendaten    | Personendaten                         |
| ---------------- | ------------------------------------- |
| NAME             | Kpengla                               |
| KURZBESCHREIBUNG | siebter König von Dahomey (1774–1789) |
| GEBURTSDATUM     | vor 1774                              |
| STERBEDATUM      | nach 1789                             |